# Марино Фалиеро
Марино Фалиеро (на италиански: Marino Faliero или на венецианското наречие Marin Falier) е 55-ият венециански дож от 1354 до 1355 г.

## Управление
Произхождащ от старо аристократично семейство вероятно преселило се от Фано, Марино е богат и с обширни владения, и е избран за дож на 11 септември 1354 г. след смъртта на Андреа Дандоло. Вестта за избирането му го заварва в Авиньон, където Фалиеро е посланик при папа Инокентий VI, и той се връща във Венеция. Но при пристигането му се случва инцидент, който се възприема като лоша поличба – заради мъглата корабът се отклонява и акостира не през портите на Двореца на дожите, а пред двете колони на Св. Марко и на Св. Теодор, където по традиция се извършвали екзекуциите.
Между 1350 и 1355 г. Венеция е в икономическа рецесия, а Европа се опитва да се възстанови от опустошителните последствия от чумата, която върлува от 1347 до 1351. Фалиеро пробва да направи тайно споразумение с Генуа с цел да се намали конкуренцията между двата града.

## Заговорът
По същото време Фалиеро има таен план за обезпечаване на доминиращото положение на своето семейство срещу аристокрацията във Венеция. Привлича към плана си някои от най-влиятелните буржоа като Бертучио Исарело, собственик на кораби, Филипо Каледарио, каменоделец и богат собственик на баржи, и кожаря Бертрандо Бергамосо.
На 15 април 1355 г. заговорниците трябвало да нахлуят в Двореца на дожите, да убият членовете на съвета, както и присъстващите аристократи, и да обявят дожа Фалиеро за самовластен господар на Венеция. Заговорът пропада заради Бергамосо, който разказва за плана на патриция Николо Лион. Арестувани и подложени на мъчения, заговорниците издават името на водача на съзаклятието – самия Фалиеро. На 16 април Бертучио Исарело, Филипо Каледарио и още девет заговорници са екзекутирани.

## Екзекуцията
На следващия ден, 17 април 1355, идва ред на Фалиеро да бъде съден за държавна измяна, както и за опита му да преговаря с Генуа, която е най-големият съперник на Венеция. Дожът е обезглавен, а тялото му е оставено цял ден в двора на Двореца на дожите. Вечерта на 18 април е пренесено в една гондола и погребано без никаква церемония в трап в базиликата Сан Заниполо.
Марино Фалиеро е и единственият от дожите, който заради измяната си не е нарисуван в залата на Големия съвет в Двореца на дожите. На мястото, където трябвало да стои неговият портрет, виси черно платно, на което е изписано „Hic est locus Marini Falieri decapitati pro criminibus“ („Това е мястото на Марино Фалиеро, обезглавен заради своите престъпления“).